# Brasserie Vissenaken
La Brasserie Vissenaken (en néerlandais : Brouwerij Vissenaken) est une brasserie artisanale située à Vissenaken dans la commune de Tirlemont en province du Brabant flamand en Belgique.

## Histoire
Cette micro-brasserie a été officiellement fondée en 2007 par Rudy Scheys. Mais les bières Fasso et Himelein avaient déjà été créées auparavant (respectivement en 2004 et 2006). La bière de Noël De Nacht voit le jour en 2008 et la Meetsel complète la gamme en 2012. 
Les étiquettes noires représentent en dessins dorés des personnages historiques en armes (Fasso, De Nacht et Meetsel) ou en habits ecclésiastiques (Himelein pour Sint Himelinus, un saint local). Le slogan de la brasserie est : Bier goed al goed pouvant être traduit par  Tout bon, la bonne bière.

## Bières
La brasserie produit quatre bières à fermentation haute commercialisées en bouteilles de 75 cl :
- Fasso, une bière blonde titrant 6,5 % en volume d'alcool.
- Himelein, une bière brune titrant 6 % en volume d'alcool.
- De Nacht, une bière de saison rouge-brun non filtrée titrant 5,2 % en volume d'alcool. Un seul brassin est réalisé par an donnant 400 bouteilles de 75 cl.
- Meetsel, une bière ambrée titrant 7,5 % en volume d'alcool.